# Río Dulce (Guatemala)
Der Río Dulce ist mit seiner Länge von nur 43 km einer der kürzesten aber bekanntesten und bedeutendsten Flüsse Guatemalas.

## Verlauf
Der ca. 20 bis 40 m tiefe und zumeist etwa 200 m breite Río Dulce trägt seinen Namen erst ab seinem Ausfluss aus dem Lago Izabal; er durchfließt in nordöstlicher Richtung eine (scheinbar) unberührte Urwaldlandschaft, verbreitert sich auf bis zu 5 km am 16 km langen Lago de Golfete und mündet südlich von Livingston im Golf von Honduras in das Karibische Meer.

## Geschichte
Der Río Dulce war für die Segelschiffe der spanischen Konquistadoren und auch für die meist englischen Piraten der Karibik schiffbar. Die Spanier errichteten deshalb am östlichen Ende des Lago Izabal das Castillo de San Felipe de Lara, das heute eine der meistbesuchten Sehenswürdigkeiten Guatemalas ist.

## Fauna und Flora
Die als Nationalpark ausgewiesenen Uferzonen des Flusses sind von dichtem Urwald bestanden; in den Bäumen nisten zahlreiche Vogelarten (Kormorane, Tukane etc.), aber auch bodenbrütende Pelikane sind manchmal zu sehen. Im Fluss leben verschiedene Fischarten, aber auch Seekühe (manatis).

## Sonstiges
- Ein- und ausgangs des Río Dulce befinden sich zahlreiche – meist kleinere – Hotels.
- An einer Stelle am nördlichen Ufer treten schwefelhaltige warme Quellen an die Oberfläche.

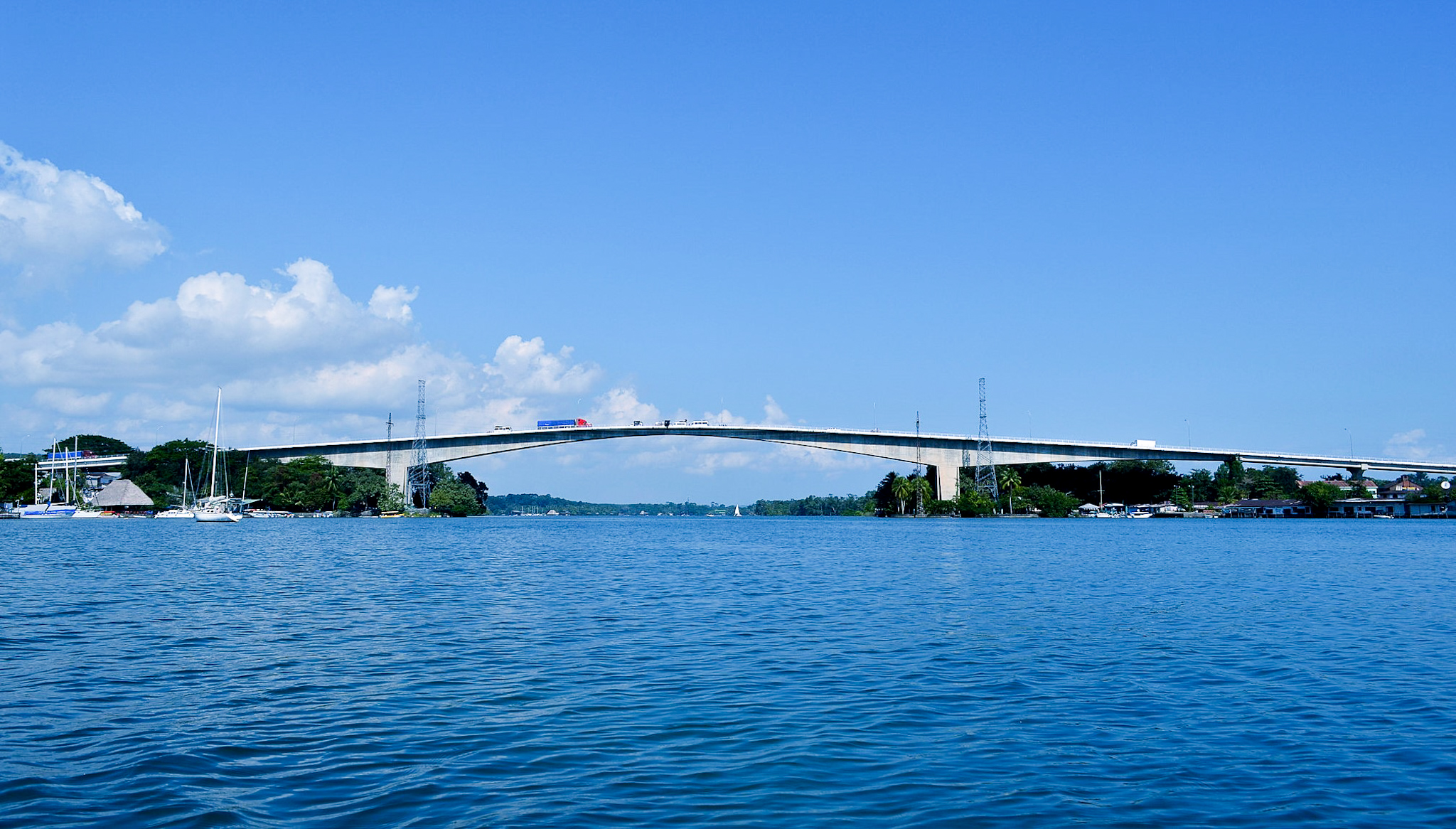
Brücke am oberen Ende des Rio Dulce
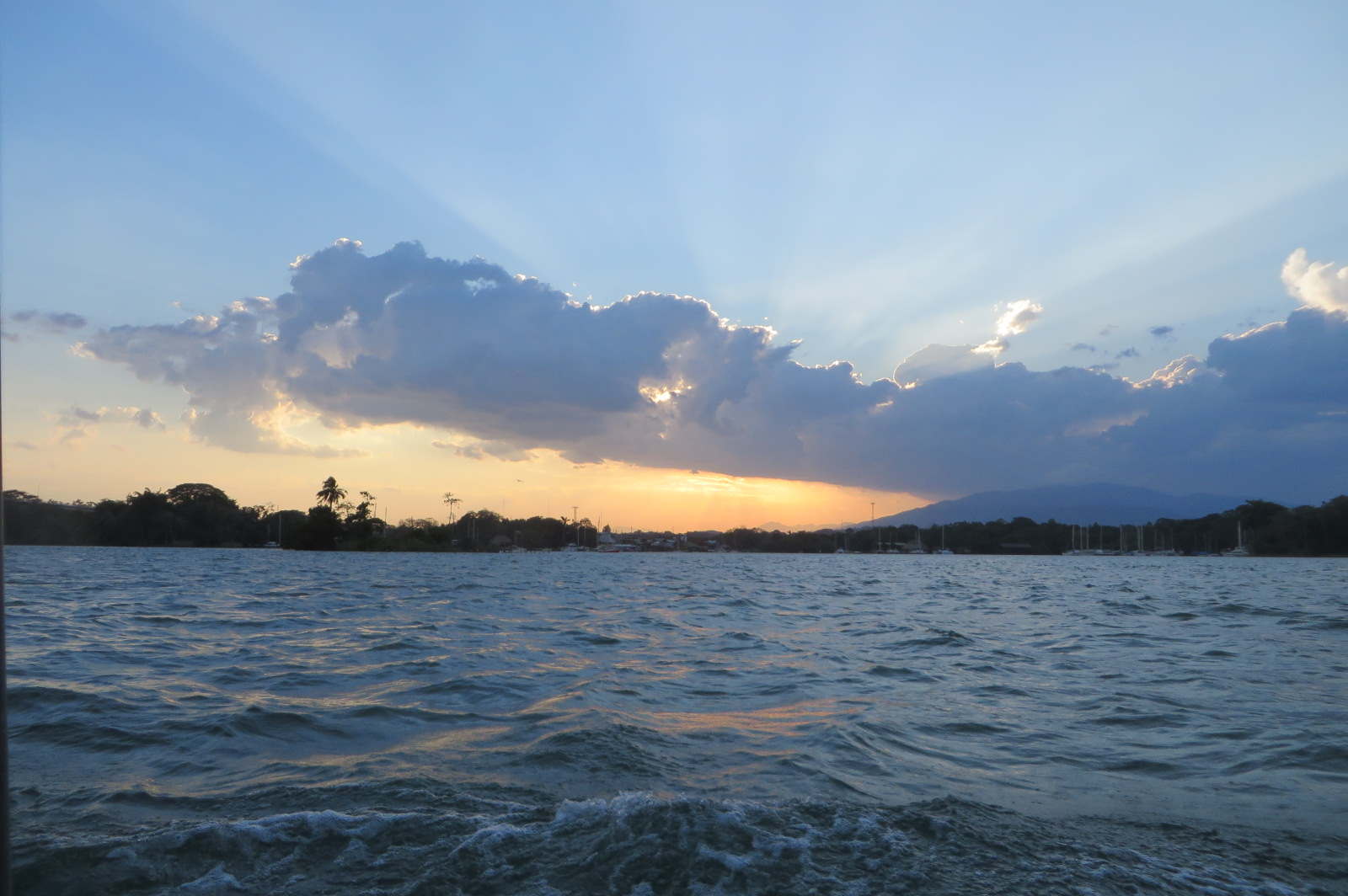
Bootsfahrt morgens
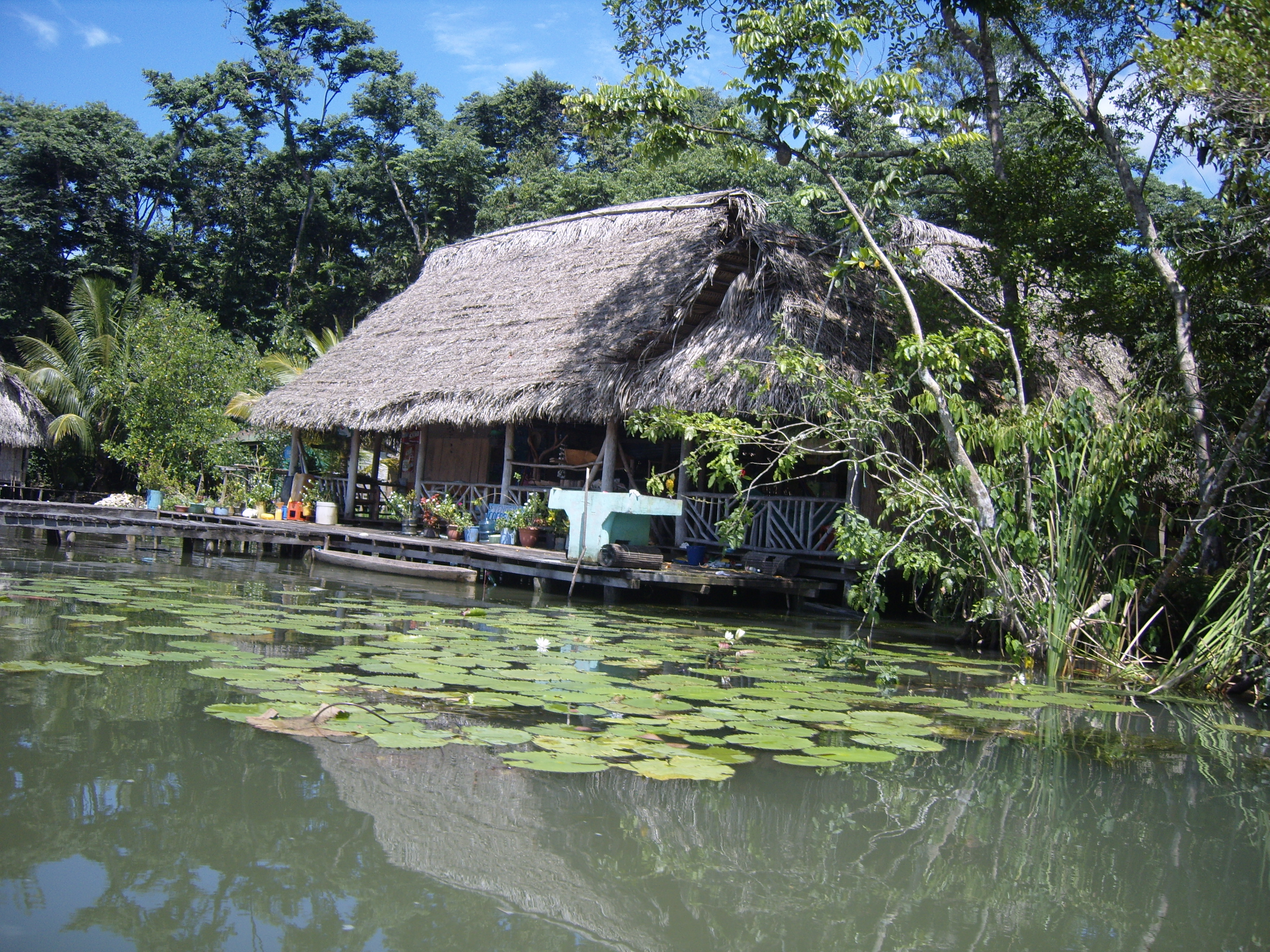
Hütte von Einheimischen an Seitenarm des Flusses
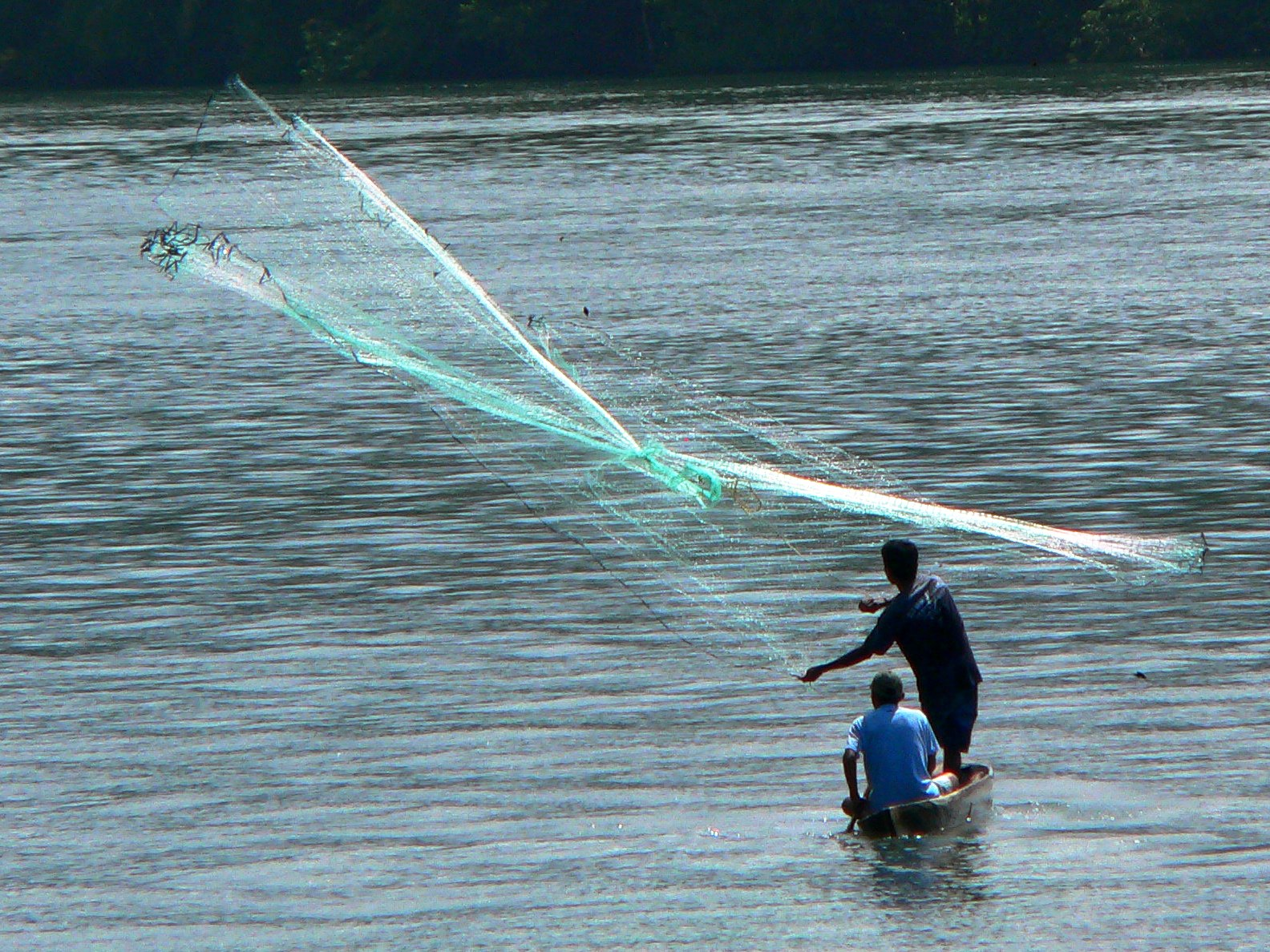
Fischer werfen Netz aus